# 黄嘴喜鹊
黄嘴喜鹊（学名：Pica nuttalli）是鸦科喜鹊属的一种，为美国加州的特有种。全球活动范围约为83,500平方千米。该物种的保护状况被评为无危。
黄嘴喜鹊的平均体重约为159.0克。栖息地包括温带森林、乡村花园、耕地和牧草地。